# Lucius Vipstanus Messalla
Ne doit pas être confondu avec Lucius Vipstanus Messalla (consul en 115).
Lucius Vipstanus Messalla (fl. 69, d. aut. 80) était un homme politique de l'Empire Romain.

## Vie
Fils de Gaius Vipstanus Messalla Gallus.
Il était tribun militaire en 69 sous Vespasien et célèbre orateur.
Il fut le père de Lucius Vipstanus Messalla.